# Grad Suha
Grad Suha (nemško Schloss Neuhaus) (tudi Neuhäusl) je srednjeveški grad, ki stoji zahodno od Labota na desnem bregu Drave v istoimenski občini Suha  na avstrijskem Koroškem. 

## Zgodovina
V dokumentih iz let 1278, 1279 in 1285 se kot priča pojavlja Gotschalcus de Novocastro. Na Kranjskem in Južnem Tirolskem se več gradov imenuje Neuhaus, vendar je bila listina iz leta 1279 ena od listin grofa Ulrika Vovbrškega. 
Ker se omenjeni Gotšalk pojavlja v vseh treh dokumentih, bi to verjetno pomenilo, da gre za grad Suha na Koroškem. Nedvomno je Nikl von dem Newenhavse lastnik tega gradu leta 1288, še posebej, ker je bil ta vovbrški  dokument izdan v bližnjem Pliberku. Večkrat ga srečamo v dokumentih iz leta 1296. Zdi se, da je bil Ulrik, ki se pojavlja leta 1298, njegov sin ali brat. Na koncu v vovbrških dokumentih vedno zasledimo Nikla von Neuhausa, zato je bil nedvomno ministerial Vovrbrških. Leta 1312 je opisal grofa Vovbrškega kot svojega gospoda. Podpisoval se je z N v ščitu.
Po izumrtju Vovbržanov je grad Suha pripadel Pfanberškim grofom, pozneje pa Auffensteinom in po njihovem padcu v drugi polovici 14. stoletja habsburškemu vojvodi Avstrije in Koroške. Ti so pustili gospostvo Pliberk s pripadajočo posestjo, vključno z gradom Suha, različnim najemnim gospodom. Leta 1481 so grad Suha požgali Madžari, vendar je bil kmalu obnovljen. Nato naslednjih skoraj sto let o gradu ni nobenega dokumenta. V tem času je pripadal gospostvu Pliberk, ki so ga posedovali gospodje Ungnadi, dokler niso najemni gospodje postali gospodje iz Kraiga. Obnovo gradu po uničenju leta 1481 je verjetno izvedel Krištof Ungnad. Nasledil ga je leta 1493 Ivan Ungnad.
V 16. stoletju  sta bila grad in gospostvo Suha (Neuhaus ali Neuhäusel), kot je bil pogosto imenovan, v lasti barona Jurija Herbersteina iz Neuberga in Hrastovca, dednega komornika in dednega točaja na Koroškem in deželnega upravitelja na Štajerskem. Okoli leta 1570 je Jurij Herbersteinski prodal vse po starših podedovane posesti, vključno z gradom Suha, svojemu zetu Krištofu Kollnitzu. Med Herbersteinom in najemnim gospodom gospostva Pliberk, Davidom Ungnadom, je prišlo do spora. Leta 1574 je Jurij Herbersteinski prodal grad Suha Erazmu Gallu iz Gallenhofna. Zdi se, da so se Galli poimenovali po Suhi (Neuhaus), ker je leta 1576 Andrej s Suhe imel grad od svojega očeta Ivana. Mogoče bi bilo tudi, da so Galli, po pridobitvi gradu, tega naprej prodali.
Ob koncu 16. stoletja sta grad in gospostvo Suha prišla v posest Paradeiserjev in 1602 se imenuje Alexander Paradeiser, koroški dedni deželni lovski mojster, gospod Grädischa in Suhe (Neuhaus). Zdi se, da se Suha potem vrne v last Gallom, saj so leta 1629 bratje Krištof, Maks in Hörwart prodali posesti pri Kranichsfeldu in Prunbergu ter njihova sestra Barbara, žena Andreja Prügglerja, ki jim jo je dala Salome Lamberg, s pripadajočim gradom Suha. Grb teh Prügglerjev še danes najdemo v viteški dvorani na gradu. Približno leta 1676 je bil lastnik Suhe Janez David baron Deutenhofenski, ki ga je kupil skupaj z drugimi gradovi, kot so Drasing, Magereg, Tigrče, Žrelec in Rosenberg.
Po čestih spremembah lastništva (med drugim je od leta 1821 do 1863 pripadal družini plemičev Webenau, od leta 1904 do 1910 Francu Kupelwieserju, vnuku slikarja Leopold Kupelwieserja) je bil grad od leta 1954 v lasti Kajetana Wutteja. Nato je bil grad Suha kratek čas v posesti samostana Admont, gospodarstvenika Herberta Laununiga, ki ga je pridobil leta 1988, si uredil zasebno rezidenco in jo opremil s svojo umetniško zbirko.  Obnova in preureditev v skladu z načrti arhitekta Güntherja Domeniga je bila dokončana leta 1992.  